# Jacques Vallée
Jacques Fabrice Vallée (Pontoise, 24 settembre 1939) è un ufologo e astronomo francese.
Si è occupato anche di informatica e ha scritto romanzi.

## Biografia
Figlio di un magistrato, Jacques Vallée ha ottenuto una laurea in matematica alla Sorbona e un master in astrofisica all'Università di Lilla. Durante la sua adolescenza a Pontoise, due cose hanno orientato la sua vita: la visione di un UFO nel cielo della città natale e la lettura nel 1958 di un libro dell'ufologo francese Aimé Michel, con cui terrà una corrispondenza. Durante i suoi studi di astrofisica egli afferma di aver osservato altri UFO, di cui non riesce a spiegarsi la natura.
Nel 1961 comincia la sua carriera professionale come astronomo all'Osservatorio di Parigi. Nello stesso anno pubblica il suo primo romanzo di fantascienza, Le Sub-espace, con cui vince il premio Jules Verne sotto lo pseudonimo di Jérome Sériel.
Nel 1962 ha lasciato la Francia e si è trasferito negli USA per praticare astronomia all'Università del Texas, dove ha contribuito a preparare la prima carta informatizzata di Marte per la NASA. In seguito Vallé ha studiato alla Northwestern University, dove nel 1967 ha ottenuto il dottorato in informatica. Ha lavorato poi come ricercatore principale nel grande progetto della NSF su una rete di calcolatori, che viene chiamato The Planning Network (PLANET) e si sviluppa nel primo sistema di teleconferenza su ARPANET, parecchi anni prima dell'avvento di internet. Egli ha prestato servizio anche nel National Advisory Committee del College of Engineering dell'Università del Michigan. Nel frattempo ha continuato ad occuparsi di ufologia e ha partecipato al progetto Blue Book. Vallée è stato il primo studioso ad applicare le tecnologie informatiche in ufologia e ha proposto un sistema di classificazione degli avvistamenti di UFO. Insieme al suo mentore Josef Allen Hynek ha fondato il Collegio Invisibile, che nel 1973 si è trasformato nel CUFOS, un gruppo di esperti di tutto il mondo che si interrogano sugli UFO senza alcuna forzatura a credervi.
Nel 1976 ha fondato InfoMedia, prima impresa specializzata in teleconferenza e groupware.
Nel 1977 è stato scelto da Steven Spielberg come ispirazione per il personaggio di Lacombe, lo scienziato francese interpretato da François Truffaut nel film Incontri ravvicinati del terzo tipo.
Dal 1987 Jacques Vallée è venture capital nella Silicon Valley e partecipa agli investimenti di una sessantina di start-up.

## Ipotesi ufologiche
Nel corso del tempo, Jacques Vallée è divenuto critico verso l'ipotesi extraterrestre sugli UFO e ha specificato in un articolo le cinque principali obiezioni contro questa ipotesi che si possono così riassumere:
- gli incontri ravvicinati sono molto più numerosi di quello che richiederebbe qualsiasi esplorazione fisica della Terra da parte di extraterrestri
- la struttura fisica dei presunti alieni così come vengono descritti non sembra originaria di altri pianeti né biologicamente adattata ai viaggi spaziali
- i comportamenti riferiti dalle presunte vittime di rapimenti alieni contraddicono l'ipotesi di esperimenti scientifici o genetici su umani da parte di una razza aliena avanzata
- l'estensione del fenomeno attraverso la storia umana dimostra che gli UFO non sono un fenomeno contemporaneo
- l'apparente abilità degli UFO nella manipolazione dello spazio e del tempo suggeriscono ipotesi radicalmente diverse.

Prendendo in esame fenomeni che escono dall'ordinario umano, Vallée nota una similitudine fra certi fenomeni presenti nel folclore (come gli incontri con folletti o gnomi) e i moderni presunti incontri ravvicinati con gli extraterrestri e alcuni presunti fenomeni paranormali. Egli intravede nel fenomeno ufologico un sistema di controllo dell'evoluzione terrestre che è attivo nella storia umana e opera sull'inconscio collettivo della nostra specie.
Vallée avanza pertanto l'ipotesi che gli UFO provengano da una dimensione parallela alla nostra. Tale ipotesi, chiamata ipotesi parafisica, è condivisa solo da una minoranza di ufologi.